# Ellen Ochoa
Ellen Lauri Ochoa (Los Angeles, 10 de maio de 1958) é uma ex-astronauta dos Estados Unidos e atual diretora geral do Centro Espacial Lyndon Johnson, em Houston, Texas.
Ela se formou em física em San Diego em 1980 e engenharia elétrica e ciências na Universidade de Stanford, na Califórnia, em 1985, e como pioneira no estudo da tecnologia aeroespacial, patenteou um sistema ótico para detectar falhas num padrão repetido.
Trabalhando no Ames Research Center da NASA, liderou um grupo de pesquisa que desenvolveu uma série de sistemas óticos para a exploração autômata do espaço. Ela também é co-inventora de três patentes para um sistema ótico de inspeção, um método de reconhecimento de um objeto ótico e um método para redução de ruído em imagens.

## Astronauta
Ochoa foi selecionada para treinamento em janeiro de 1990 e passou a integrar o corpo fixo de astronautas da agência espacial em julho de 1991. Assumindo várias funções burocráticas e técnicas neste departamento da NASA, ela foi ao espaço pela primeira vez em abril de 1993, na missão STS-56 da nave Discovery, cujo objetivo principal foi o de fazer experiências em órbita com o Laboratório Atmosférico para Aplicações e Ciência-2 (ATLAS-2), no Spacelab, designado para coletar dados na relação entre a saída de energia do Sol e a atmosfera mediana da Terra e como estes fatores afetam a camada de ozônio.
Antes de assumir cargos de direção no Centro Espacial Johnson, ela foi ao espaço mais três vezes: como comandante de carga na STS-66 em novembro de 1994, e como especialista de missão e engenheira de voo na STS-96 Discovery em maio de 1999, a primeira acoplagem de um ônibus espacial com a Estação Espacial Internacional e na STS-110, em abril de 2002, acumulando mais de 978 horas no espaço.
Ao encerrar sua carreira como astronauta, Ellen assumiu cargos importantes na hierarquia da agência, primeiro como diretora-geral de operações das tripulações de voo da NASA e posteriormente vice-diretora e diretora do Centro Espacial Lyndon B. Johnson, em Houston.